# Le Bessat
Le Bessat ist eine französische Gemeinde mit 525 Einwohnern (Stand: 1. Januar 2022) im Département Loire in der Region Auvergne-Rhône-Alpes. Sie gehört zum Arrondissement Saint-Étienne und zum Kanton Le Pilat. Die Einwohner werden Bessataires genannt.

## Geografie
Die Gemeinde Le Bessat liegt im Regionalen Naturpark Pilat, etwa elf Kilometer südöstlich des Stadtzentrums von Saint-Étienne in der historischen Landschaft Forez am Fluss Furan, der hier entspringt. 
Umgeben wird Le Bessat von den Nachbargemeinden La Valla-en-Gier im Norden, Graix im Osten und Südosten, Thélis-la-Combe im Südosten und Süden, Tarentaise im Süden und Westen sowie Planfoy im Westen und Nordwesten.

## Bevölkerungsentwicklung
| Jahr                       | 1962 | 1968 | 1975 | 1982 | 1990 | 1999 | 2011 | 2022 |
| -------------------------- | ---- | ---- | ---- | ---- | ---- | ---- | ---- | ---- |
| Einwohner                  | 190  | 192  | 206  | 211  | 250  | 414  | 440  | 525  |
| Quellen: Cassini und INSEE |      |      |      |      |      |      |      |      |

## Sehenswürdigkeiten

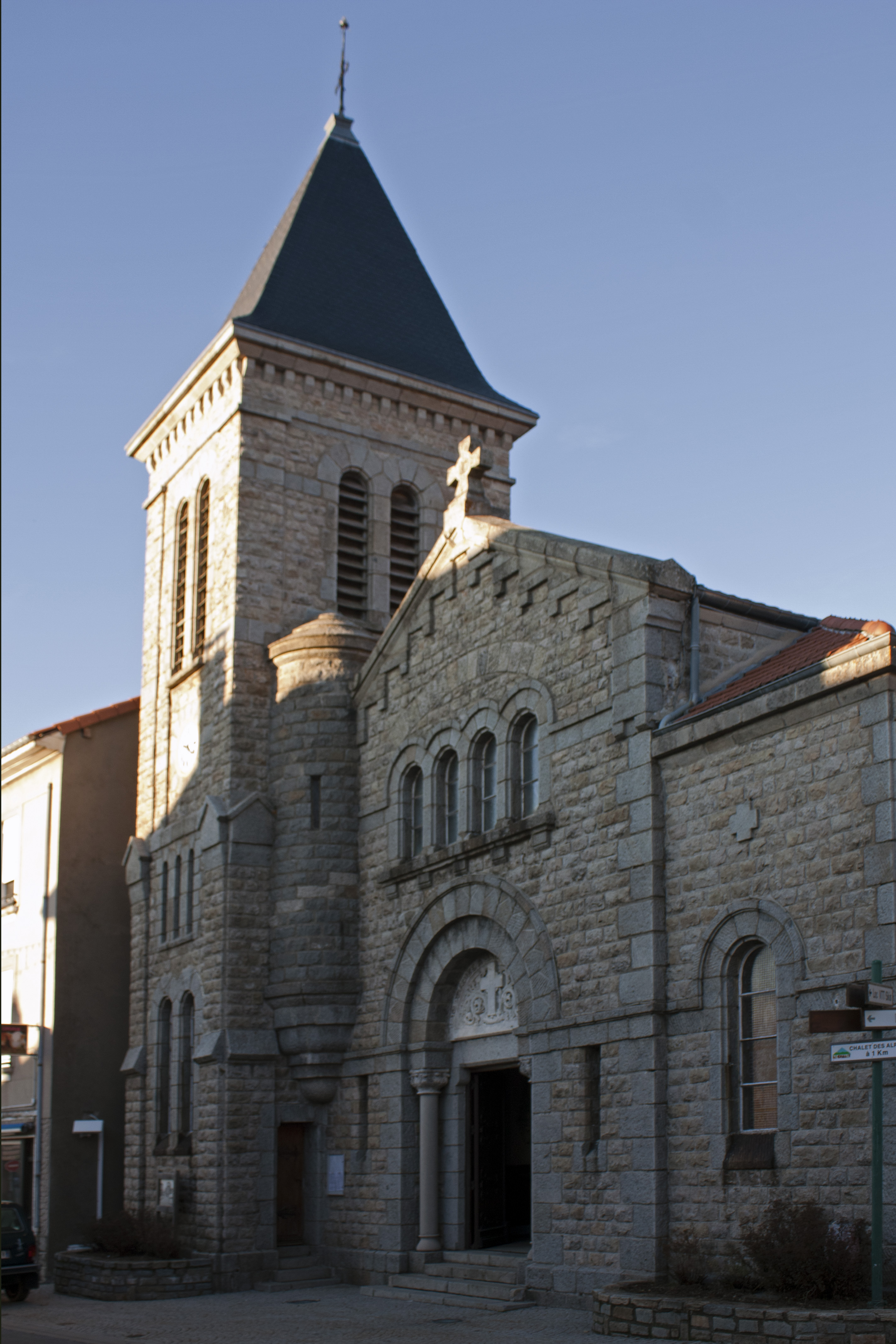
Kirche Saint-Claude
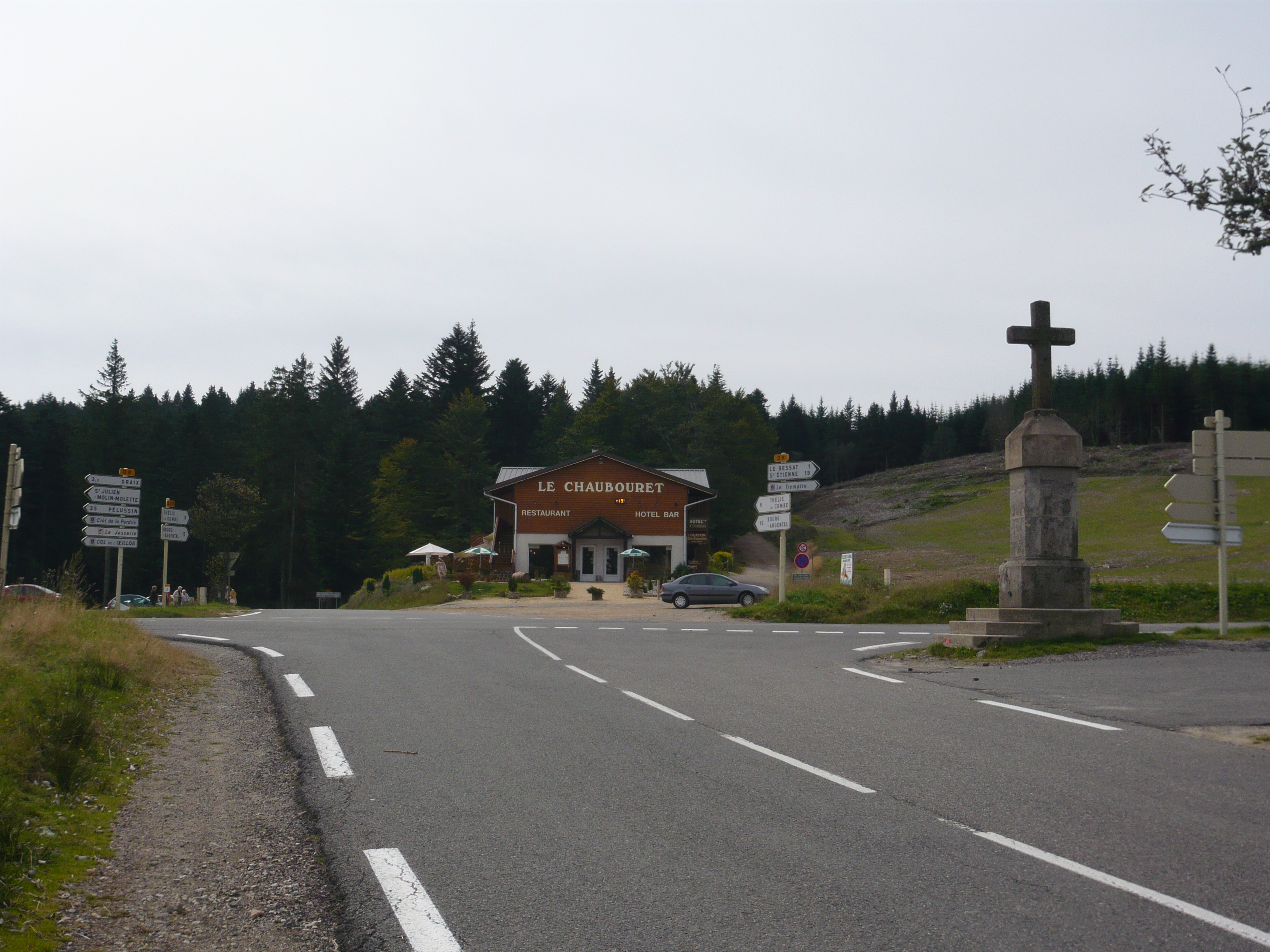
Hotel / Restaurant „Chaubouret“

- Kirche Saint-Claude
- Hotel / Restaurant „Chaubouret“